# Liu Zhenya

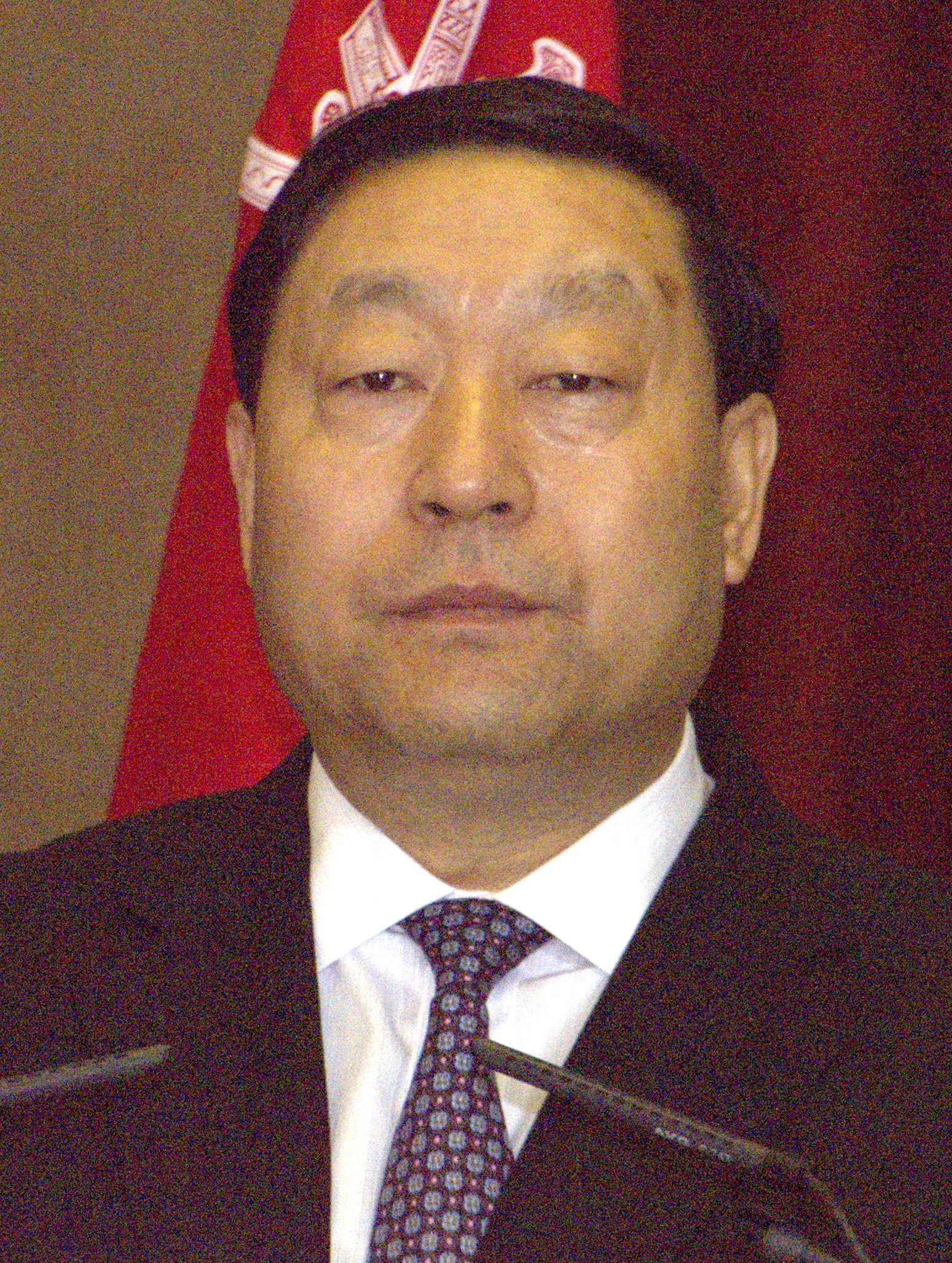
Liu Zhenya, Präsident und CEO der SGCC

Liu Zhenya (chinesisch 刘振亚, Pinyin Liú Zhènyà, * 1952 in Shandong) ist ein chinesischer Manager. Er war stellvertretendes Mitglied beim 17. Volkskongresses der KPCh und ist Mitglied im Zentralkomitee der Kommunistischen Partei Chinas.

## Leben
Liu Zhenya startete im Oktober 1971 seine berufliche Karriere. Liu graduierte als leitender Ingenieur an der Universität von Shandong. Im November 1992 wurde Liu als stellvertretender Generaldirektor der Shandong Electric & Industry Bureau ernannt, wurde Generaldirektor im Dezember 1995 und dann 1997 Vorsitzender und General Manager von Shandong Electric Power Corporation. Im November 2004 übernahm er das Amt des Präsidenten und des CEO der State Grid Corporation of China.